# Нова Весь (Ельблонзький повіт)
Нова Весь (пол. Nowa Wieś, нім. Neuendorf) — село в Польщі, у гміні Пасленк Ельблонзького повіту Вармінсько-Мазурського воєводства.
Населення — 261 особа (2011).
У 1975-1998 роках село належало до Ельблонзького воєводства.

## Демографія
Демографічна структура станом на 31 березня 2011 року:
|          | Загалом | Допрацездатний вік | Працездатний вік | Постпрацездатний вік |
| -------- | ------- | ------------------ | ---------------- | -------------------- |
| Чоловіки | 130     | 34                 | 89               | 7                    |
| Жінки    | 131     | 26                 | 85               | 20                   |
| Разом    | 261     | 60                 | 174              | 27                   |